# Język hawu
Język hawu (Lii Hawu), także: havu, sabu, savu, sawu – język austronezyjski używany w indonezyjskiej prowincji Małe Wyspy Sundajskie Wschodnie, na wyspach Sawu i Raijua; etniczny język ludu Hawu (Savu). Według danych z 1997 roku posługiwało się nim wówczas 110 tys. osób.
Dzieli się na szereg dialektów: seba (heba), timu (dimu), liae, mesara (mehara), raijua (raidjua). Jest na tyle zróżnicowany wewnętrznie, że być może powinien być rozpatrywany jako więcej niż jeden język. Skupiska jego użytkowników występują też na wyspach Sumba (Waingapu i Melolo) i Timor (miasto Kupang).
Jest językiem ergatywnym. Cechuje się złożonym systemem dźwiękowym. A. Capell (1975) postulował, że jest to język nieaustronezyjski, który dokonał wymiany znacznej części swojego słownictwa. W hawu występują zapożyczenia z malajskiego, a w mniejszym zakresie z portugalskiego i niderlandzkiego.
Jest blisko spokrewniony z językiem dhao, który był dawniej uznawany za jego dialekt. Oba języki nie są jednak wzajemnie zrozumiałe. W dhao zaznaczyły się wpływy leksyki języka roti. Między hawu a dhao występują znaczące różnice gramatyczne.
Jest zagrożony wymarciem. Według doniesień z 2012 r. zachował się w użyciu jedynie w sferze kontaktów domowych i w kontekstach związanych z kulturą Hawu. Doszło do redukcji przekazu międzypokoleniowego, zwłaszcza na poziomie wiedzy tradycyjnej i zasobu leksyki. Duże różnice dialektalne sprzyjają ekspansji języka indonezyjskiego.
Badania nad językiem hawu prowadził A. T. Walker, autor opracowania gramatycznego (1980, 1982)  . Zebrano także dane słownikowe i materiały tekstowe w tym języku. Jest zapisywany alfabetem łacińskim. 